# Claoxylon subbullatum
Claoxylon subbullatum är en törelväxtart som beskrevs av Airy Shaw. Claoxylon subbullatum ingår i släktet Claoxylon och familjen törelväxter. Inga underarter finns listade i Catalogue of Life.